# Joseph Alexander von Hübner
Pour les articles homonymes, voir Hübner.
Joseph Alexander von Hübner (26 novembre 1811 – 30 juillet 1892), connu aussi sous le nom de Comte de Hübner, Baron de Hübner ou Alexandre de Hübner, était un diplomate autrichien, né à Vienne. Son vrai nom était Josef Hafenbredl, qu'il avait changé en Hübner.

## Carrière
Hübner a commencé sa carrière publique en 1833 sous Metternich, son père naturel, dont il a rapidement gagné la confiance et qui l'envoya en 1837 comme attaché à Paris. En 1841 il devint secrétaire d'ambassade à Lisbonne, et, en 1844, consul général d'Autriche à Leipzig. En 1848, il fut envoyé à Milan pour diriger la correspondance diplomatique de l'Archiduc Rainier, vice roi de Lombardie. Il fut pris comme otage au moment de la Révolution et resta prisonnier quelques mois. De retour en Autriche, il lui fut confié l'archivage des documents et proclamations relatives à l'abdication de l'empereur Ferdinand et à l'accession de Francois Joseph.
Son journal, précieux sésame pour comprendre les intrigues de la période, fut publié en 1891, en français et en allemand, sous le titre Une Année de ma vie, 1848–1849. En mars 1849 il fut envoyé en mission spéciale à Paris, puis, la même année, fut nommé ambassadeur en France. Son influence fut due, dans une large mesure, à l'attitude amicale de l'Autriche envers les Alliés pendant la guerre de Crimée. Il représenta l'Autriche au Congrès de Paris (1856). Il se fit cependant surprendre par l'intervention de Napoléon III en faveur de l'Unité italienne. Il participa également à la Conférence de Paris (1858) réglant le statut des principautés danubiennes. La première manifestation publique de la désapprobation impériale fut la réception peu chaleureuse de Hübner par l'empereur à la réception du nouvel an 1859, avec la célèbre formule « Je regrette que nos relations ne soient plus aussi bonnes comme je désire qu'elles fussent ».
Hübner ne revint pas à Paris après la guerre. Après avoir été ministre de la police dans le gouvernement Gołuchowski d'août à octobre 1859, il se retira jusqu'en 1865, date à laquelle il devint ambassadeur au Saint Siège. Ayant quitté son poste en 1867, il entreprit de grands voyages dont il rend compte dans Promenade autour du monde, 1871 (traduction anglaise de Lady Herbert, 1874) et Through the British Empire (1886). Écrit avec brio et un esprit d'observation aigu, ces livres eurent un grand succès à l'époque. Plus savant, son Sixte-Quint (1870, traduit en anglais par HEH Jerningham sous le titre The Life and Times of Sixtus the Fifth, 1872) est une contribution originale à l'histoire de la période, basée sur des documents inédits du Vatican, de Simancas et de Venise. En 1879 il fut nommé membre à vie de la Chambre Haute du parlement autrichien où il siégea dans le parti conservateur. Il devint baron en 1854,  et comte en 1888. Il est mort à Vienne le 30 juillet 1892.

## Idées politiques
Quoi qu’issu des classes moyennes, Hübner admirait profondément le vieux régime et emprunta ses idées politiques à ses chefs Metternich et Schwarzenberg. Dernier survivant de l'école de Metternich, il s'éloigna de plus en plus de tendances de la politique moderne, mais resta une figure en vue de la Chambre Haute. Il témoigne de sa clairvoyance à l'égard de systèmes de pensée étrangers à l'école à laquelle il appartenait dans son appréciation de la question coloniale britannique, appréciation assez peu partagée par les hommes d’État de son temps qui avaient pourtant une plus grande expérience des institutions démocratiques.

## Autres informations
Ernest Mason Satow rencontra Hübner au Japon lors de sa visite de juillet à octobre 1871 lors de son tour du monde. Plus tard, il prit la carrière de Hübner comme sujet de sa  Rede Lecture à l'université de Cambridge en 1908, sujet sans rapport avec sa propre carrière, de sorte d'éviter la censure du British Foreign Office. Voir Sir Ernest Satow, An Austrian Diplomatist in the Fifties (Cambridge, 1908). Hübner était le grand père (par sa fille Eleanor) du politicien irlandais Patrick O'Byrne,,.